# Marek Martinek
Marek Maria Martinek (ur. 3 maja 1957 w Krakowie, zm. 4 marca 2021 w Warszawie) – polski geolog, dyplomata, chargé d’affaires w Gruzji (2000–2003), konsul generalny w Łucku (2011–2013).

## Życiorys
Marek Martinek uzyskał tytuł magistra geologii na Wydziale Biologii i Nauk o Ziemi Uniwersytetu Jagiellońskiego. Karierę zawodową rozpoczął w Oddziale Karpackim Instytutu Geologicznego. Po odbyciu służby wojskowej przeniósł się do Zakładu Doświadczalnego Ośrodka Badawczo-Rozwojowego Górnictwa Surowców Chemicznych. Po 1989 pracował w sektorze prywatnym. W latach 1994–1999 pracował w ambasadzie w Mińsku, najpierw w stopniu attaché, potem II sekretarza jako kierownik wydziału administracyjno-finansowego. W grudniu 2000 został skierowany jako konsul na placówkę w Tbilisi, równolegle do 2003 kierując nią jako chargé d’affaires. Szczególnie zaangażował się we współpracę z Polonią w Tbilisi i w Achalciche, organizując dla niej pomoc charytatywną we współpracy z Senatem i Fundacją „Pomost”. Był pomysłodawcą i inicjatorem powstania Domu Polskiego w Achalciche. W 2006 został skierowany na stanowisko konsularne do Ambasady w Wilnie. Odpowiadał m.in. za wdrożenie ustawy o Karcie Polaka na Litwie oraz przekształcenie konsulatu generalnego w Wilnie w wydział konsularny ambasady. Od września 2009 kierownik wydziału konsularnego ambasady w Mińsku. Od 2011 do 2013 jako I radca był konsulem generalnym RP w Łucku. W przerwach między pobytami na placówkach pracował w centrali Ministerstwa Spraw Zagranicznych. Następnie pracował w Sądzie Rejonowym w Otwocku.
Syn Mieczysława i Mieczysławy. Był żonaty. Miał syna. Znał język rosyjski. Pochowany został na Cmentarzu Salwatorskim w Krakowie.